# Javier Espinosa
Javier Espinosa González (Talavera de la Reina, 19 settembre 1992) è un ex calciatore spagnolo, di ruolo centrocampista.

## Carriera

### Club
Dal 2009 al 2014 gioca nella seconda serie spagnola nella squadra riserve del Barcellona.
L'11 luglio 2014 passa a parametro zero al Villarreal, squadra della massima serie spagnola, con cui segna 2 gol in 7 presenze in Europa League ed un gol in 6 presenze in campionato. Nel gennaio del 2015 passa all'Almería, sempre in massima serie.

### Nazionale
Ha giocato alcune partite amichevoli con l'Under-17, con cui ha anche giocato 3 partite e segnato un gol nei Mondiali Under-17 del 2009, conclusi con un terzo posto.

## Palmarès

### Club

#### Competizioni nazionali
- Segunda División: 1

Levante: 2016-2017
- Eerste Divisie: 1

Twente: 2018-2019